# Highway Don't Care
«Highway Don't Care» es el título de una canción grabada por el estadounidense de música country Tim McGraw y la artista Country pop Taylor Swift en la voz. Fue lanzado en marzo de 2013 como el tercer sencillo del primer álbum McGraw por Big Machine Records, Two Lanes of Freedom. La canción fue escrita por Mark Irwin, Josh Kear, y Brad y Brett Warren. Keith Urban toca la guitarra en la canción. McGraw y Swift registraron sus partes por separado.

## Composición
La canción es una balada a medio tiempo en que el narrador está conduciendo su coche, y se separa de su amante, que también está impulsando. A través de los versos, él le dice lo que él "apuestas" se siente, cuando una canción en la radio (su parte cantada por Swift), que contiene las líneas "I can't live without you, baby." (en español: «No puedo vivir sin ti, nena».) La canción está en Re mayor con un patrón acorde principal de D-Bm7-Gsus2-A.

## Video musical
El video musical fue dirigido por Shane Drake y se estrenó el 6 de mayo de 2013. El video musical de la canción cuenta con Tim McGraw, Taylor Swift y Keith Urban, así como los actores que representan el narrador de la canción y su amante. Se hizo en colaboración con el Vanderbilt University Medical Center en Nashville, Tennessee, y destaca los peligros de conducir distraído, especialmente los mensajes de texto y conducir. En el video, amante del narrador menciona en la canción que está impulsando, llorando, y mensajes de texto del narrador. Después de dejar su teléfono y tratando de recuperarla, se desplaza en el carril equivocado, mientras que llegar al otro lado de su coche y choca con el tráfico. Ella se transportó entonces por un helicóptero LifeFlight Vanderbilt al Centro Médico de la Universidad Vanderbilt, donde es tratado en el Servicio de Urgencias de Adultos. El video implica que sobrevive como el doctor viene a ver a los padres de la niña y el narrador, después de lo cual se les ve sonriendo feliz y abrazando.

## Posicionamiento en listas
| Listas (2013)                            | Mejor posición |
| ---------------------------------------- | -------------- |
| Australia (ARIA)                         | 73             |
| Canadá (Hot 100))                        | 21             |
| Estados Unidos (Billboard Hot 100)       | 22             |
| Estados Unidos (Billboard Country Songs) | 7              |
| Estados Unidos Billboard Countryair Play | 1              |